# Dactylicapnos burmanica
Dactylicapnos burmanica là một loài thực vật có hoa trong họ Anh túc. Loài này được (K.R. Stern) Lidén mô tả khoa học đầu tiên năm 2008.